# Baltic Cup 1928
Der Baltic Cup 1928 war die 1. Austragung des Turniers der Baltischen Länder, dem Baltic Cup. Das Turnier für Fußballnationalteams fand zwischen dem 25. und 27. Juli 1928 in Estland statt. Ausgetragen wurden die Spiele im Kadrioru staadion in Tallinn. Die Lettische Fußballnationalmannschaft gewann den Titel. Der estnische Stürmer Arnold Pihlak vom FK Austria Wien wurde Torschützenkönig.

## Gesamtübersicht
Tabelle nach Zwei-Punkte-Regel.
| Pl. | Land     | Sp. | S | U | N | Tore    | Diff. | Punkte |
| --- | -------- | --- | - | - | - | ------- | ----- | ------ |
| 1.  | Lettland | 2   | 2 | 0 | 0 | 004:000 | +4    | 04     |
| 2.  | Estland  | 2   | 1 | 0 | 1 | 006:100 | +5    | 02     |
| 3.  | Litauen  | 2   | 0 | 0 | 2 | 000:900 | −9    | 0      |

## Lettland gegen Litauen
| Lettland                                     | Lettland | Litauen | Litauen |
| -------------------------------------------- | --- | --- | ------- |
| Lettland                                     | \| 25. Juli 1928 in Tallinn (Kadrioru staadion) \| \| Ergebnis: 3:0 (2:0) \| \| Zuschauer: 2.000 \| \| Schiedsrichter: Gustaf Ekberg ( Schweden) \|                                            | \| 25. Juli 1928 in Tallinn (Kadrioru staadion) \| \| Ergebnis: 3:0 (2:0) \| \| Zuschauer: 2.000 \| \| Schiedsrichter: Gustaf Ekberg ( Schweden) \|                                                   | Litauen |
| Lettland                                     | Arvīds Jurgens, Voldemārs Grāvelis, Vladimirs Svistuņenko, Voldemārs Bērziņš, Alberts Šeibelis , Harijs Fogels, Arkādijs Pavlovs, Arnolds Tauriņš, Kārlis Balodis, Alberts Vaters, Jānis Skuja | Juozas Igovinas, Nikodemas Čerekas, Vilhelmas Nopensas, Albinas Bulvičius, Romualdas Marcinkus, Balys Norvaiša, Juozas Dirgėla, Algirdas Škėma, Stepas Vilimavičius, Antanas Lingis, Leonas Žukauskas | Litauen |
| Lettland                                     | 1:0 Pavlovs (2.) 2:0 Vaters (25.) 3:0 Vaters (66.) | | Litauen |
| 25. Juli 1928 in Tallinn (Kadrioru staadion) | | |         |
| Ergebnis: 3:0 (2:0)                          | | |         |
| Zuschauer: 2.000                             | | |         |
| Schiedsrichter: Gustaf Ekberg ( Schweden)    | | |         |

## Estland gegen Litauen
| Estland                                      | Estland | Litauen | Litauen |
| -------------------------------------------- | --- | --- | ------- |
| Estland                                      | \| 26. Juli 1928 in Tallinn (Kadrioru staadion) \| \| Ergebnis: 6:0 (3:0) \| \| Zuschauer: 5.000 \| \| Schiedsrichter: Gustaf Ekberg ( Schweden) \|                  | \| 26. Juli 1928 in Tallinn (Kadrioru staadion) \| \| Ergebnis: 6:0 (3:0) \| \| Zuschauer: 5.000 \| \| Schiedsrichter: Gustaf Ekberg ( Schweden) \|                                                             | Litauen |
| Estland                                      | Alfred Ratnik, Eugen Einman , Rudolf Kallaste, Elmar Kaljot, Bernhard Rein, Heinrich Paal, Heino Roomere, Artur Maurer, Arnold Pihlak, Karl Fischer, Helmuth Räästas | Vytautas Stašinskas, Nikodemas Čerekas, Vilhelmas Nopensas, Albinas Bulvičius, Romualdas Marcinkus, Balys Norvaiša, Juozas Dirgėla, Ričardas Racevičius, Stepas Vilimavičius, Leonas Žukauskas , Antanas Lingis | Litauen |
| Estland                                      | 1:0 Pihlak (1., Strafstoß) 2:0 Räästas (14.) 3:0 Pihlak (21.) 4:0 Pihlak (57.) 5:0 Maurer (74.) 6:0 Maurer (78.)                                                     | | Litauen |
| 26. Juli 1928 in Tallinn (Kadrioru staadion) | | |         |
| Ergebnis: 6:0 (3:0)                          | | |         |
| Zuschauer: 5.000                             | | |         |
| Schiedsrichter: Gustaf Ekberg ( Schweden)    | | |         |

## Estland gegen Lettland
| Estland                                      | Estland | Lettland | Lettland |
| -------------------------------------------- | --- | --- | -------- |
| Estland                                      | \| 27. Juli 1928 in Tallinn (Kadrioru staadion) \| \| Ergebnis: 0:1 (0:0) \| \| Zuschauer: 5.000 \| \| Schiedsrichter: Gustaf Ekberg ( Schweden) \|                     | \| 27. Juli 1928 in Tallinn (Kadrioru staadion) \| \| Ergebnis: 0:1 (0:0) \| \| Zuschauer: 5.000 \| \| Schiedsrichter: Gustaf Ekberg ( Schweden) \|                                                   | Lettland |
| Estland                                      | Alfred Ratnik, Eugen Einman , Rudolf Kallaste, Heino Roomere, Heinrich Paal, Voldemar Piperal, Elmar Kaljot, Artur Maurer, Arnold Pihlak, Karl Fischer, Helmuth Räästas | Arvīds Jurgens, Voldemārs Grāvelis, Vladimirs Svistuņenko, Voldemārs Roze, Alberts Šeibelis , Voldemārs Bērziņš, Arkādijs Pavlovs, Arnolds Tauriņš, Kārlis Balodis, Alberts Vaters, Fricis Dambrēvics | Lettland |
| Estland                                      | 0:1 Tauriņš (63.) | | Lettland |
| 27. Juli 1928 in Tallinn (Kadrioru staadion) | | |          |
| Ergebnis: 0:1 (0:0)                          | | |          |
| Zuschauer: 5.000                             | | |          |
| Schiedsrichter: Gustaf Ekberg ( Schweden)    | | |          |